# Филипп Пфальцский
Филипп Пфальцский (14 июля 1448, Гейдельберг — 28 февраля 1508, Гермерсхайм) — курфюрст Пфальца (1449—1451, 1476—1508) из династии Виттельсбахов. Сын Людвига IV и Маргариты, дочери Амадея VIII Савойского (известного также как последний антипапа Феликс V).

## Рождение

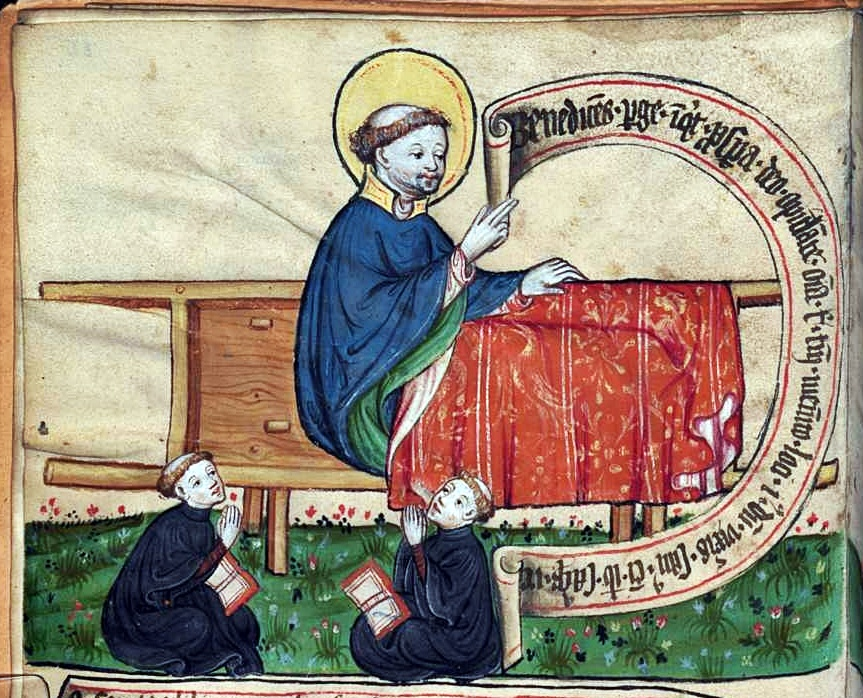
Святой Филипп Целлертальский. Изображение 1450 года

По легенде, у Людвига и Маргариты (заключивших брак в октябре 1445 года) долго не было детей (равно как и в предыдущем браке Маргариты). Людовик и Маргарита совершили в 1447 году паломничество к могиле святого Филиппа Целлертальского в Целлерталь (к западу от Вормса). Когда в 1448 году родился долгожданный престолонаследник, они назвали его в честь святого — Филиппом. Это сделало местного святого покровителем деторождения.

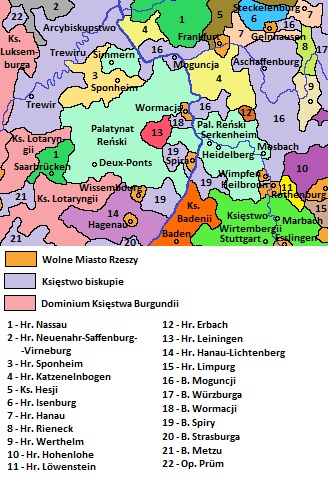
Пфальц и его соседи (на Рейне) в 1447 году

## «Первое правление»
В 1449 году, когда умер Людвиг IV, Филиппу было 11 месяцев. Его дядя Фридрих по воле Людвига и с согласия матери наследника Маргариты Савойской стал опекуном малолетнего Филиппа.
Сильные вассалы попытались воспользоваться смертью Людвига IV и малолетством Филиппа. Побежденные в 1447 году Людвигом IV графы Лютцельштейн решили взять реванш. Лютцельштейны вместе с Лихтенбергами начали выяснять отношения с графами Лейнинген. Фридрих в качестве пфальцграфа и имперского судьи пытался дважды решить этот спор на заседаниях в Гейдельберге и Вейсенбурге. Но, не преуспев в этом, Фридрих осенью 1450 года взялся за оружие и тем самым влез в так называемую «Лютцельштейнскую распрю». После того как в июне 1451 года Лихтенбергам удалось разбить графов Лейнинген у Рейхсгофена, Лютцельштейн объявили Фридриху войну, рассчитывая, что их сторону примут другие вассалы и соседи. Их поддержали двоюродный брат Фридриха Людвиг I Чёрный, Якоб Баденский и архиепископ Майнца Дитрих Шенк.
Чтобы успешнее отражать нападения соседей, Фридрих в сентябре 1451 года собрал государственные чины (в лице епископа вормского Рейнхарда и епископа шпейерского Рейнхарда, соборного пробста, графов Вертгейм, Катценельнбоген, Ганау, Изенбург, Нассау, рейнграфа, представителей родов Гемминген, Зиккинген, Дальберг) и другие лица в Гейдельберге. Фридрих договорился с ними о том, что чины согласны передать ему управление, как пожизненному курфюрсту, с условием усыновить и назначить своим преемником своего племянника Филиппа. Фридрих обязуется не вступать в равнородный брак и предоставляет вассалам привилегии. Четырёхлетний Филипп одобрил это решение (хотя его одобрения и не требовалось).

## Наследник
8 января 1467 года (после достижения совершеннолетия) Филипп снова подтвердил акт усыновления его дядей.
В 1468 году Филипп в составе отряда, посланного Фридрихом к Рупрехту Кёльнскому, помогал дяде в борьбе с членами капитула.
В 1471 году участвовал в осаде Вейсенбурга.
24 января 1472 года Филипп вновь подтвердил правомочность правления его дяди (которые ставил под сомнение император, требуя передать власть Филиппу) и даже исключил из договора 1451 года пункт, запрещавший Фридриху вступать в брак.
В 1474 году Филипп стал наместником в Верхнем Пфальце.

## Самостоятельное правление

### Внутренняя политика
12 декабря 1476 года Фридрих умер, оставив Филиппу процветающую страну, имеющую сильную армию и богатую казну. Филипп с лёгкостью смог наладить отношения с императором Фридрихом III и враждебными соседями.
Во время его правления была продолжена политика по укреплению Пфальца.
В 1468 году Филипп отнял замок Герольдзек у своевольного вассала и не отдавал даже вопреки решениям собственного суда.
В 1496 году наказывал недовольных в Кройцнахе, а в 1502 году участвовал в подавлении Башмака.
Во время правления Филиппа Гейдельбергский двор был центром Немецкого Возрождения. Пфальцский канцлер Иоганн фон Дальберг привлекал ко двору многих гуманистов: Рудольфа Агриколу, Якоба Вимпфелинга, Иоганна Рейхлина, Конрад Цельтиса, Дитриха Плиенингена, Адама Вернера фон Теймара, Иоганна Тритемия, Германа фон Буша и Иоганна Эколампадия, которые сделали Гейдельберг и его университет главным центром раннего немецкого гуманизма, пока император Максимилиан не попытался сделать альтернативным центром Вену.

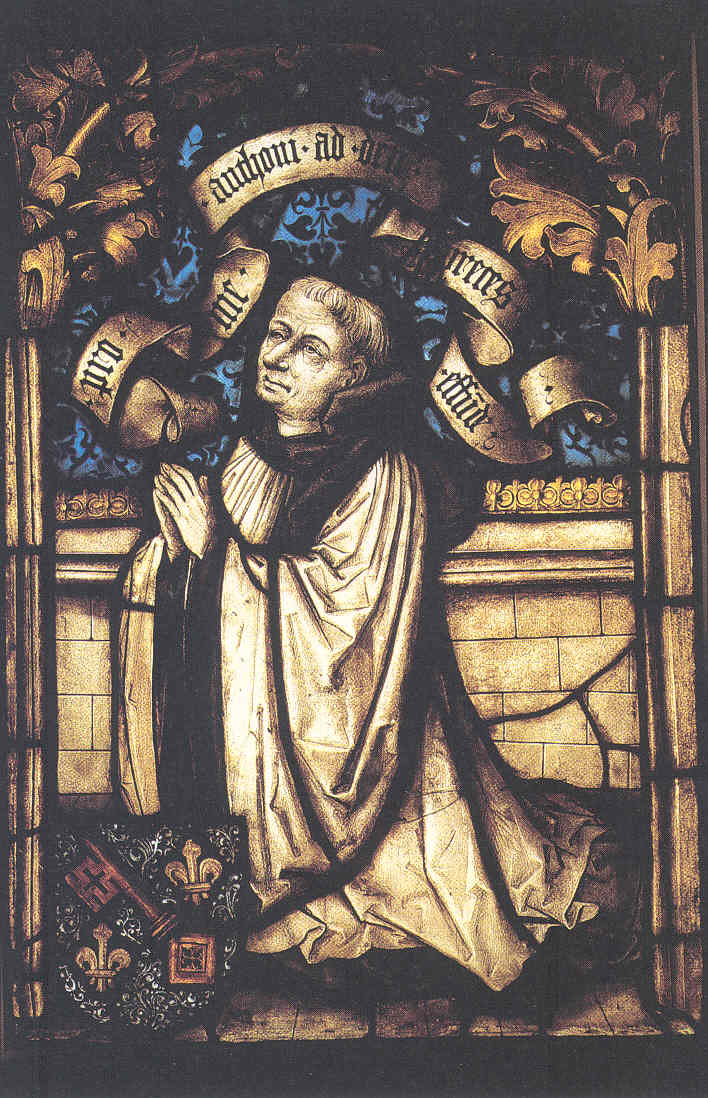
Иоганн фон Дальберг, канцлер Филиппа[нем.]
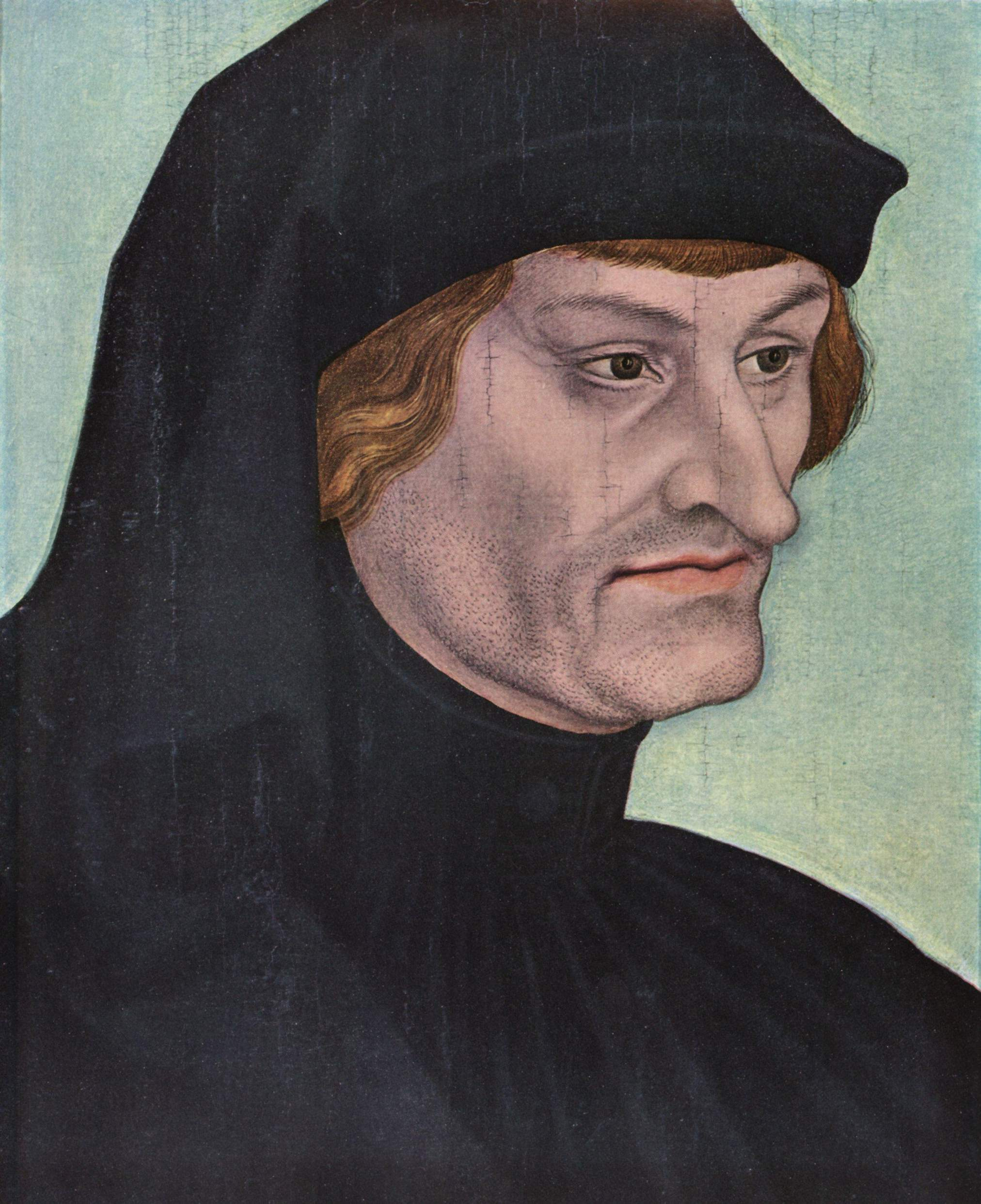
Рудольф Агрикола
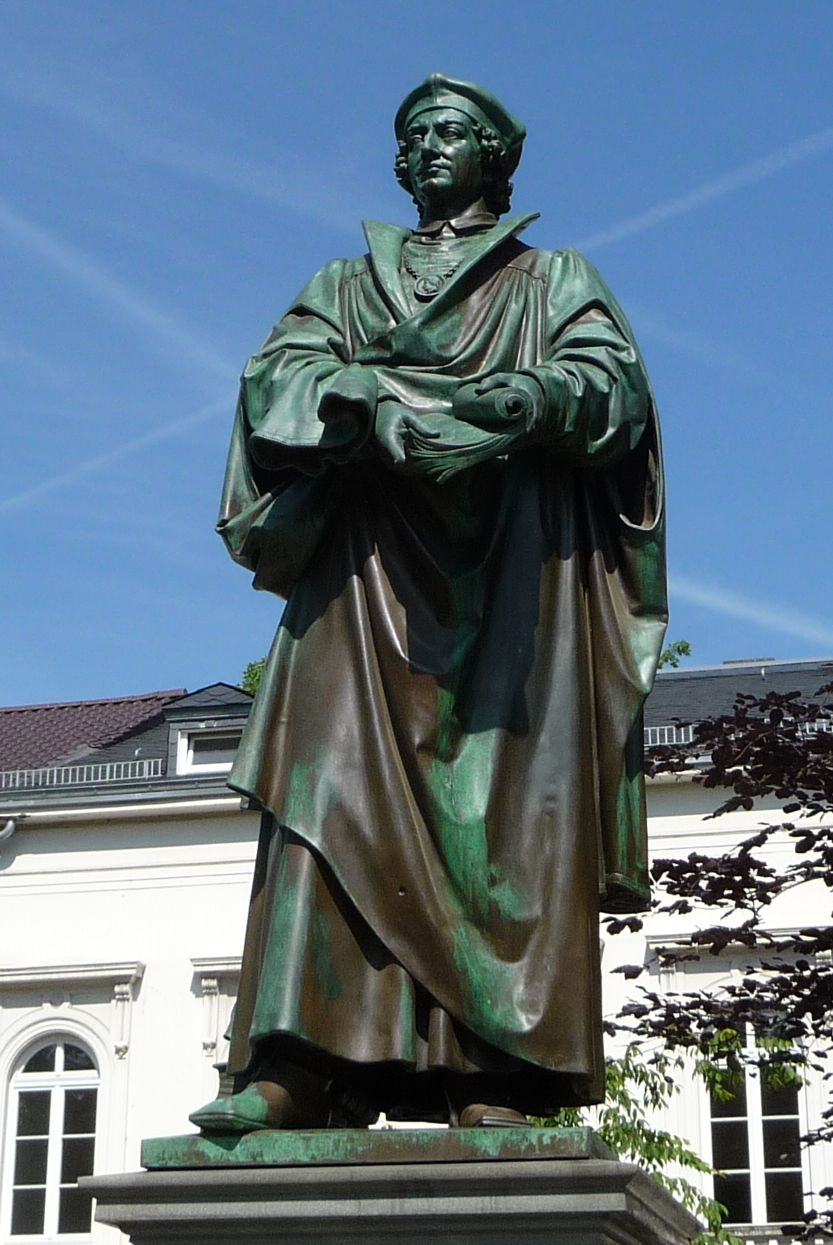
Иоганн Рейхлин
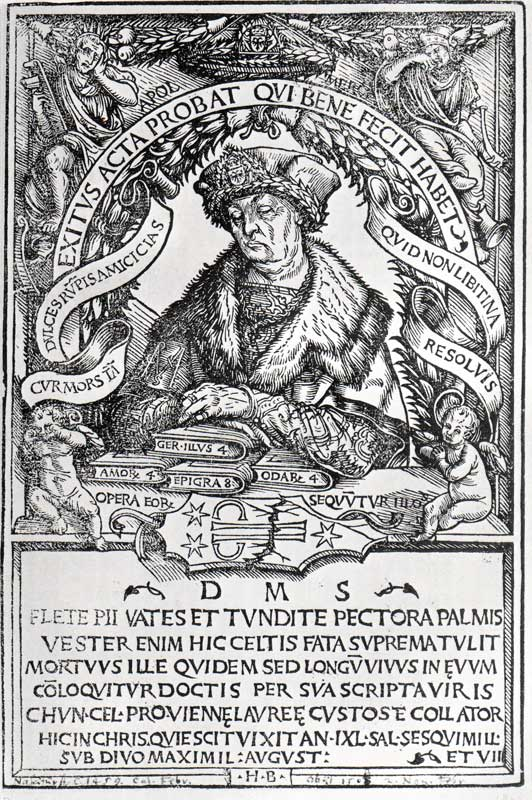
Конрад Цельтис
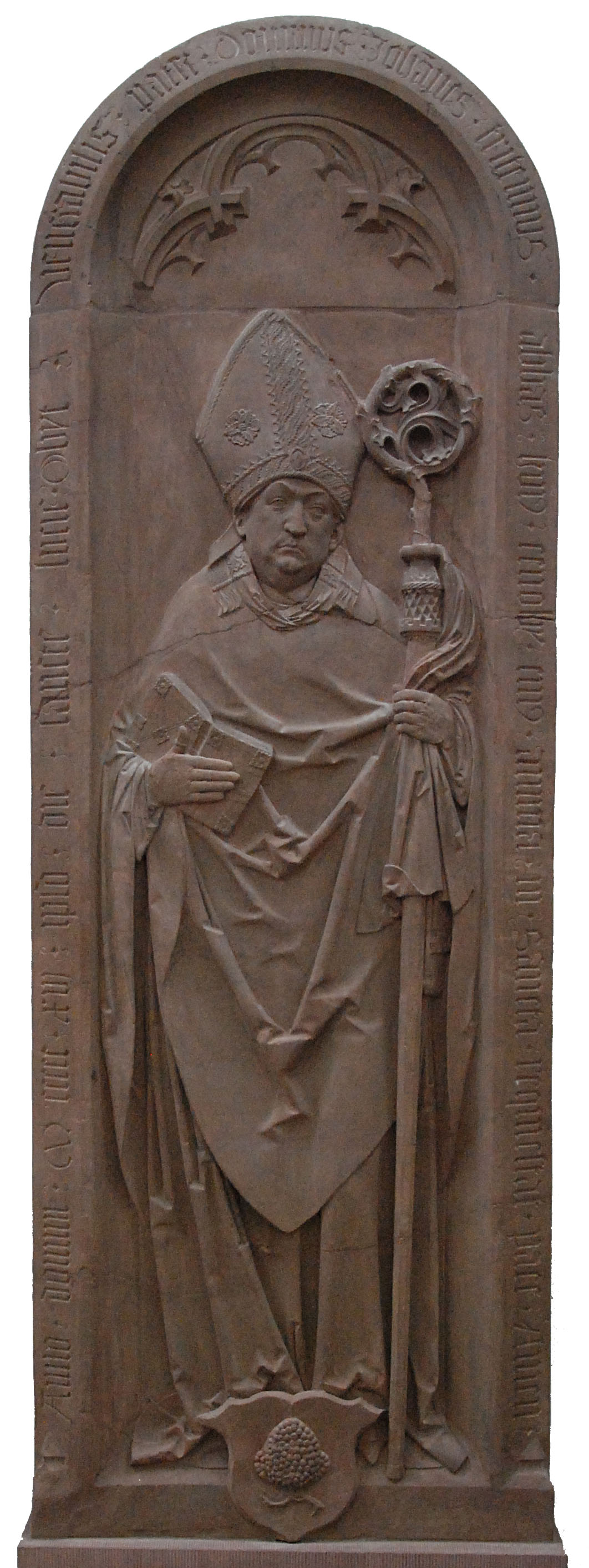
Иоганн Тритемий
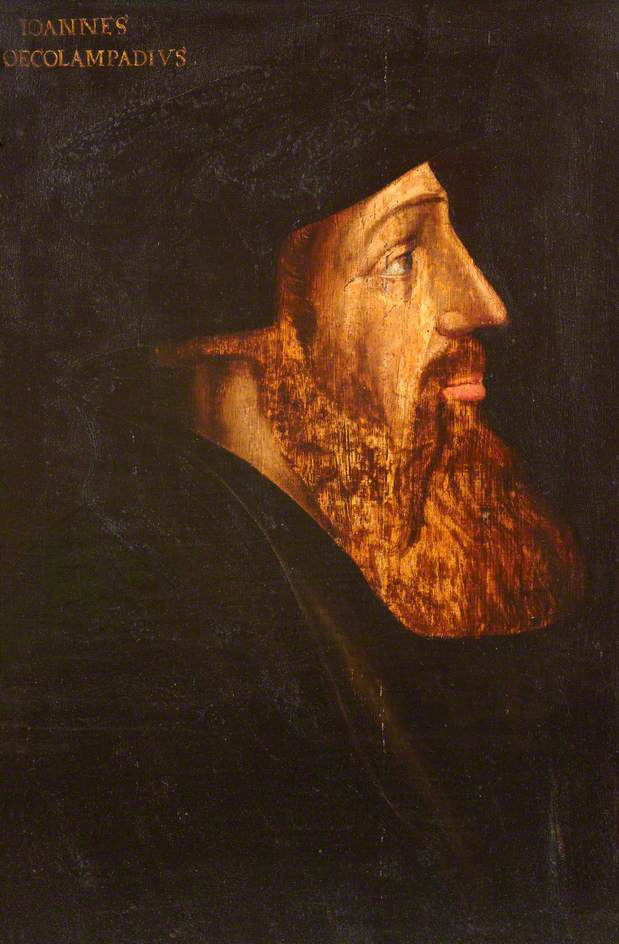
Иоганн Эколампадий

### Внешняя политика

Жёлтым указаны территории, утраченные в результате войны за ландсхутское наследство на Рейне, красным — территории, оставшиеся в составе Пфальца

Если Фридрих Победоносный поддерживал союзные отношения с Бургундией, то Филипп с 1489 года находился в дружественных отношениях с Францией и получал от неё финансовую поддержку. В 1492 году эта пенсия составила 12 000 ливров в год. Антигабсбургская и профранцузская политика отчасти затруднили его сближение со сторонниками реформирования империи.

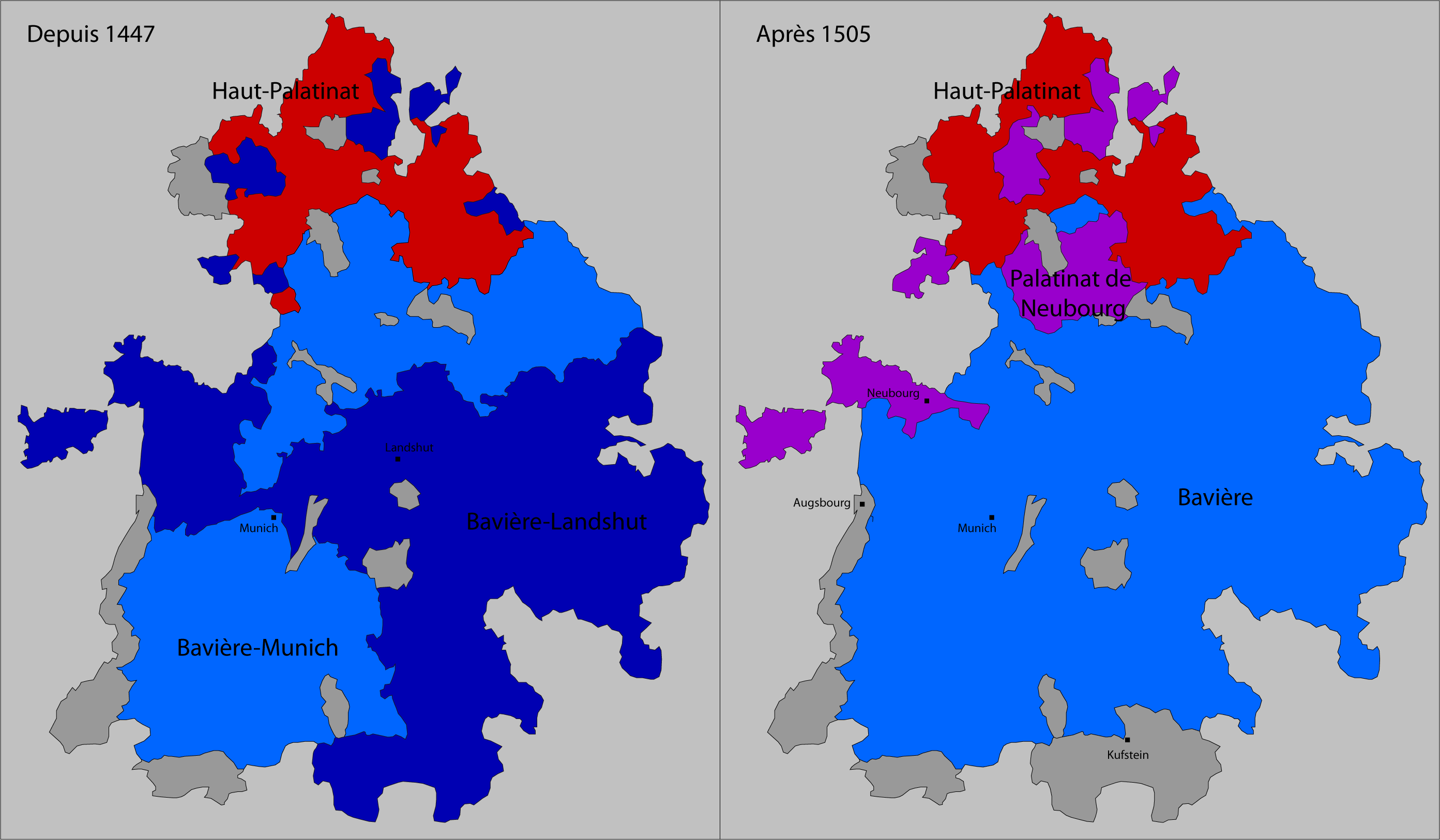
Результаты войны за ландсхутское наследство: владения Филиппа в Верхнем Пфальце указаны красным; созданное для внуков Филиппа Пфальц-Нойбург указано сиреневым; Баварско-Ландсхутское герцогство указано тёмно-синим, Баварско-Мюнхенское герцогство (объединившее Баварию) указано голубым

В 1495 году Филлип с оговорками поддержал план имперской реформы Бертольда Хеннеберга, предложенный тем на Вормском рейхстаге.
Также в ссорах с городом Бинген и с архиепископом Майнца Филипп продемонстрировал, что он склонен утверждать своё право силой, и вскоре после заключения вечного земского мира помог епископу Трира в войне с городом Боппардом в 1497 году, не обращая внимания на посредничество императора и рейхстага.
Из-за вмешательства в дела Вейсенбурга Филипп (как и в своё время его дядя) оказался в 1498 году в сложных отношениях с папой римским и императором. Чтобы избежать для Филиппа отлучения, в июле 1498 года в Рим отправился Иоганн Рейхлин, который произнёс страстную речь в защиту курфюрста.
В 1499 году по семейной договорённости в состав Пфальца вошло герцогство Пфальц-Мосбах-Ноймарк (включавшее Пфальц-Ноймарк).
В 1503 году умер свояк Филиппа — Георг Богатый — и завещал мужу своей дочери Рупрехту герцогство Ландсхут-Баварское. С этим не согласились император Максимилиан, а также Альбрехт и Вольфганг Мюнхен-Баварские, которым император обещал этот имперский лен.
Началась война за ландсхутское наследство. Филипп, рассчитывая на помощь Франции, поддержал сына и невестку. На стороне императора и Баварско-Мюнхенского герцогства выступили швабский союз, герцоги Гессена и Вюртемберга. После ожесточенной войны (в ходе которой в 1504 году умерли Рупрехт и Елизавета) при посредничестве Кристофа Баденского было заключено перемирие и начались переговоры.
По миру небольшая часть Баварско-Ландсхутского герцогства — Пфальц-Нойбург в 1505 году досталась их детям Отто Генриху и Филиппу, но ряд земель Пфальц потерял. Филипп вплоть до своей смерти в 1508 году не мог примириться с данным миром.

## Семья
Фридрих планировал, что Филипп вступит в брак с Оттилией (ок. 1451—1517), дочерью Филиппа и наследницей рода Катценельнбоген. Но в сентябре 1467 года Филипп проявил своеволие и отказался вступать в этот союз. Неудачным оказался прожект брака Филиппа и Марии Бургундской.

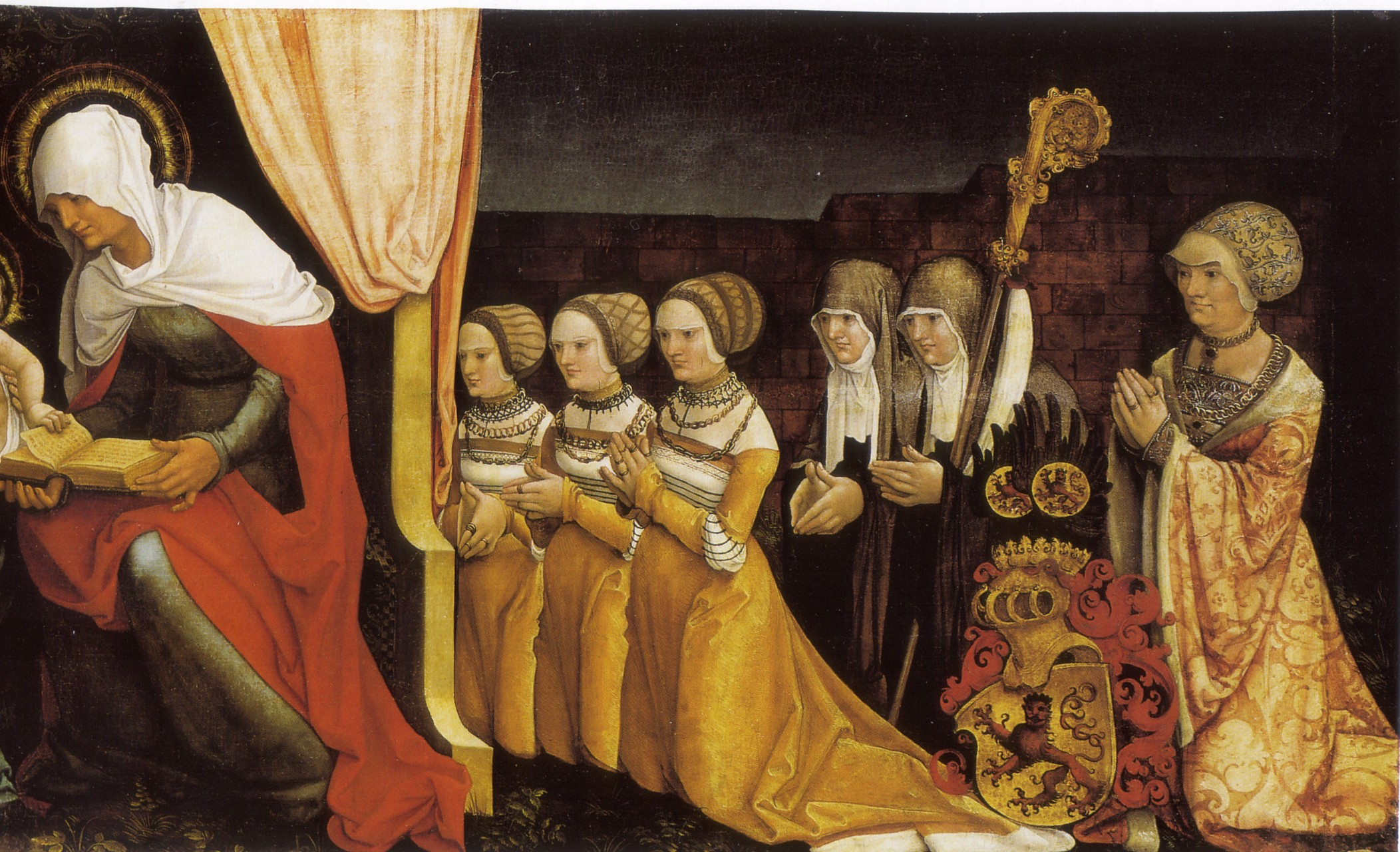
Оттилия Катценельнбоген
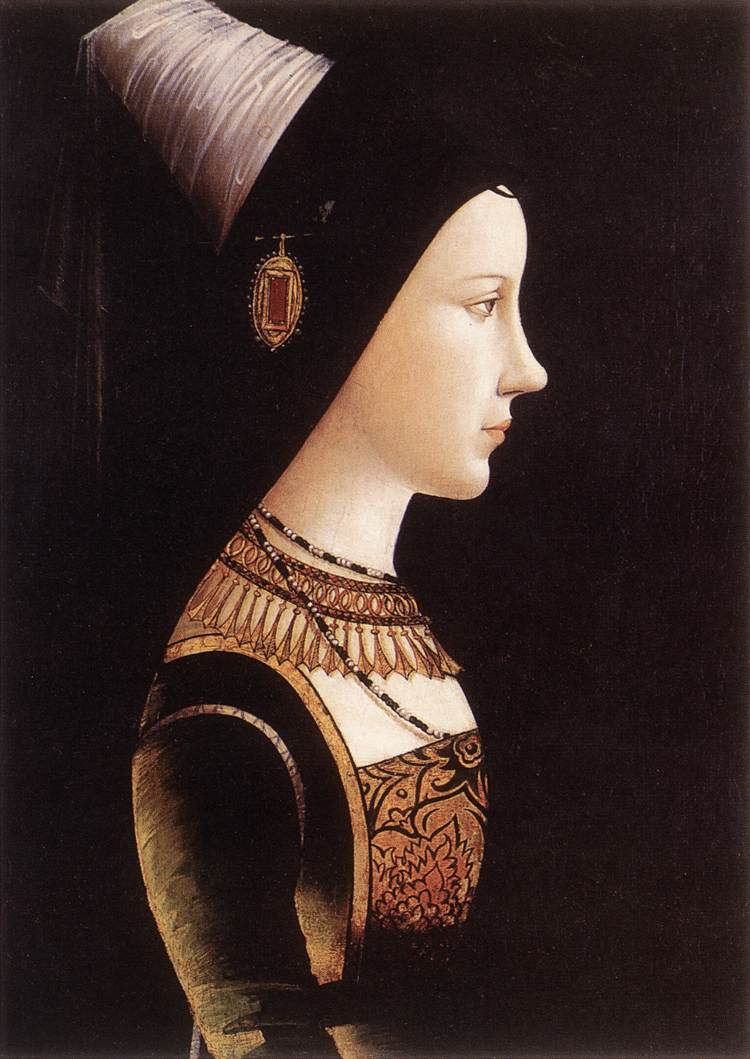
Мария Бургундская
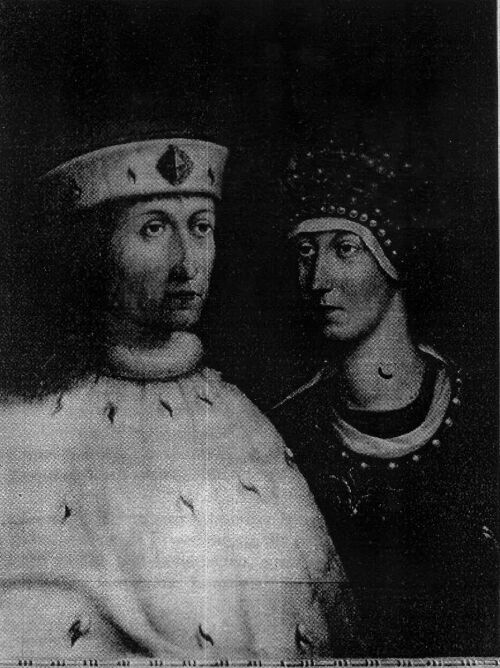
Филипп и Маргарита Баварская

21 февраля 1474 Филипп женился на Маргарите, дочери Людвига IX Богатого. У них родилось четырнадцать детей:
- Людвиг V (1478—1544), курфюрст Пфальца с 1508 года. Муж с 23 февраля 1511 года Сибиллы (1489—1519), дочери Альбрехта IV герцога Мюнхен-Баварского.
- Филипп (1480—1541), епископ фрейзингский с 1498 года, епископ наумбургский[нем.] с 1517 года.
- Рупрехт (1481—1504), муж с 10 февраля 1499 года Елизаветы (1478—1504), дочери Георга, герцога Ландсхут-Баварского.
- Фридрих II (1482—1556), курфюрст пфальцский с 1544 года. Муж с 26 сентября 1535 года Доротеи (1520—1580) дочери Кристиана II, короля Дании
- Елизавета (1483—1522), жена 1) с 30 сентября 1498 года Вильгельма III (1471—1500), ландграфа Гессен-Марбургского; 2) с 3 января 1503 года Филиппа I (1479—1533), маркграфа баденского (в Спанхейме).
- Георг (1486—1529), епископ шпейерский с 1513 года.
- Генрих (1487—1552), епископ вормсский с 1523 года, епископ утрехтский в 1524—1528 годы, епископ фрейзингский с 1541 года.
- Иоганн III (1488—1538), епископ регенсбургский с 1507
- Амалия (1490—1524), жена с 22 мая 1513 года Георга I (1493—1531) князя западно-померанского
- Барбара (28 августа 1491 — 15 августа 1505)
- Елена (1493—1524), жена с 5 мая 1513 года Генриха (1479—1552), герцога мекленбург-шверинского
- Вольфганг (1494—1558), каноник в Вюрцбурге в 1509—1524 годы
- Отто-Генрих (6 мая 1496 — 21 мая 1496)
- Екатерина[нем.] (1499—1526), аббатиса в Нёйбурге